# Valtimo
Valtimo – gmina w Finlandii, położona we wschodniej części kraju, należąca do regionu Karelia Północna. 1 stycznia 2020 roku, gmina została wcielona do miasta Nurmes.